# Cadillac Coupe de Ville
O Cadillac Coupe de Ville é um automóvel coupé de porte médio da Cadillac.